# CEN/TC287
Il TC287 è il comitato tecnico omologo del ISO/TC211 nell'ambito del Comitato Europeo di Normazione (CEN), cioè a livello europeo; nato nel 1991, "congelato" nel periodo 1999-2003, è stato riattivato nel 2004 per poter recepire ufficialmente gli standard ISO19100 pubblicati, e definire eventuali "profili" ().
Attualmente nel TC287 c'è un solo gruppo di lavoro: il Working Group (WG) 5 “Spatial Data Infrastructure”.
A differenza dei precedenti WG (quelli degli anni '90, che si occupavano di attività di normazione poi confluita in ISO), il WG5 si limita a:
- recepire gli standard ISO19100 già pubblicati (IS): si tratta di un'attività pro-forma, gestita dalla segreteria CEN per recepire tali standard come norme europee EN
- verificare la necessità di creare “profili” europei di standard ISO (anche non ancora pubblicati come IS), e definirne il loro contenuto

Nel 2005, dopo aver recepito i primi 9 standard ISO19100 come norme EN-ISO19100 (da maggio 2005 anche norme italiane UNI-EN-ISO19100), il WG5 si è occupato di verificare quali "profili" è necessario implementare, elaborando contemporaneamente un Technical Report che riassume standard, specifiche tecniche (OGC, W3C, …), linee guida, etc. necessari per l'implementazione di SDI in Europa.

## Norme EN pubblicate
A partire dal 2005 il CEN ha recepito formalmente i primi 13 standard ISO, ratificandoli come http://www.cenorm.be/CENORM/BusinessDomains/TechnicalCommitteesWorkshops/CENTechnicalCommittees/Standards.asp?param=6268&title=CEN%2FTC%2B287.
- CEN/TR "Geographic information - Standards, specifications, technical reports and guidelines, required to implement Spatial Data Infrastructure
- EN ISO 19101:2005 Geographic information - Reference model (ISO 19101:2002)
- EN ISO 19105:2005 Geographic information - Conformance and testing (ISO 19105:2000)
- EN ISO 19106:2006 Geographic information - Profili (ISO 19106:2004)
- EN ISO 19107:2005 Geographic information - Spatial schema (ISO 19107:2003)
- EN ISO 19108:2005 Geographic information - Temporal schema (ISO 19108:2002)
- EN ISO 19111:2005 Geographic information - Spatial referencing by coordinates (ISO 19111:2003)
- EN ISO 19112:2005 Geographic information - Spatial referencing by geographic identifiers (ISO 19112:2003)
- EN ISO 19113:2005 Geographic information - Quality principles (ISO 19113:2002)
- EN ISO 19114:2005 Geographic information - Quality evaluation procedures (ISO 19114:2003)
- EN ISO 19115:2005 Geographic information - Metadata (ISO 19115:2003)
- EN ISO 19116:2006 Geographic information - Positioning services (ISO 19116:2004)
- EN ISO 19125-1:2006 Geographic information - Simple feature access Part.1: Common architecture (ISO 19125-1:2004)
- EN ISO 19125-2:2006 Geographic information - Simple feature access Part.2: SQL option (ISO 19125-2:2004)

Nove di queste norme sono già state recepite come norme UNI nel maggio 2005.

## Documenti in lavorazione
Il Working Group 5 del TC287 è attualmente fermo.
I documenti elaborati nel 2005 sono stati:
- Technical Report (TR) "Geographic information - Standards, specifications, technical reports and guidelines, required to implement Spatial Data Infrastructure (pubblicato)
- European core metadata for discovery (bozza)
- Implementation of a Web Map Server in a European Spatial Data Infrastructure (bozza)